# جرمین پنانت
جرمین پنانت (انگلیسی: Jermaine Pennant؛ زادهٔ ۱۵ ژانویهٔ ۱۹۸۳) یک بازیکن فوتبال اهل بریتانیا است.
از باشگاه‌هایی که در آن بازی کرده‌است می‌توان به بیرمنگام سیتی، و آرسنال، پورتسموث، رئال ساراگوسا، واتفورد، لیدز یونایتد، باشگاه فوتبال نوتس کانتی، ولورهمپتون واندرز، لیورپول، استوک سیتی، ویگان اتلتیک، تیم ملی فوتبال زیر ۲۱ سال انگلستان، واتفورد، بیرمنگام سیتی، و استوک سیتی اشاره کرد.
همسر او آلیس گودوین است که یک مانکن بریتانیایی میباشد